# Harold Miner
Harold David Miner (ur. 5 maja 1971 w Inglewood) – amerykański koszykarz, obrońca, dwukrotny zwycięzca konkursu wsadów ligi NBA.

## Osiągnięcia

### NCAA
- Zawodnik roku konferencji Pac-10 (1992)[2]
- Najlepszy pierwszoroczny zawodnik konferencji Pac-10 (1990)[3]
- Wybrany do II składu All-American (1992)[4]

### NBA
- 2-krotny zwycięzca konkursu wsadów podczas NBA All-Star Weekend (1993, 1995)[1]